# DDR-Fußballmeisterschaft der Jugend 1968
Die DDR-Fußballmeisterschaft der Jugend 1968 war die 11. Auflage dieses Wettbewerbes, der vom Jugendausschuss der Sektion Fußball (DDR) durchgeführt wurde. Der Wettbewerb begann am 5. Mai 1968 mit der Vorrunde, an der erstmals neben den Bezirksmeistern auch die jeweiligen Zweitplatzierten teilnahmen und endete am 7. Juli 1968 mit dem zweiten Titelgewinn (1966) des 1. FC Magdeburg, nach einem 3:1 im Finale gegen den HFC Chemie.

## Teilnehmende Mannschaften
An der DDR-Fußballmeisterschaft der Jugend (B-Jugend) für die Altersklasse (AK) 14–16 nahmen die Bezirksmeister und Vizemeister der 14 Bezirke auf dem Gebiet der DDR sowie der Meister und Vizemeister aus Ost-Berlin teil. Spielberechtigt waren Spieler bis zum 16. Lebensjahr (Stichtag: 1. September 1951).
Folgende Mannschaften qualifizierten sich für die DDR-Fußballmeisterschaft der Jugend:
| - Bezirk Rostock F.C. Hansa Rostock TSG Wismar - Bezirk Schwerin SG Dynamo Schwerin BSG Lokomotive Parchim - Bezirk Neubrandenburg BSG Post Neubrandenburg BSG Demminer Verkehrsbetriebe - Bezirk Potsdam BSG Motor Babelsberg BSG Motor Hennigsdorf - Ost-Berlin BFC Dynamo 1. FC Union Berlin | - Bezirk Frankfurt (Oder) BSG Stahl Eisenhüttenstadt FSG Dynamo Frankfurt - Bezirk Magdeburg 1. FC Magdeburg BSG Lokomotive Stendal - Bezirk Halle HFC Chemie BSG Stahl Sangerhausen - Bezirk Leipzig 1. FC Lokomotive Leipzig BSG Chemie Leipzig - Bezirk Cottbus BSG Energie Cottbus BSG Aktivist Schwarze Pumpe | - Bezirk Dresden FSV Lokomotive Dresden SG Dynamo Dresden - Bezirk Karl-Marx-Stadt FC Karl-Marx-Stadt BSG Wismut Aue - Bezirk Erfurt FC Rot-Weiß Erfurt BSG Empor Greußen - Bezirk Gera FC Carl Zeiss Jena BSG Wismut Gera - Bezirk Suhl BSG Motor Breitungen SG Dynamo Suhl |

## Modus
Die Teilnehmer wurden in der Vorrunde in sechs Staffeln aufgeteilt und spielten in einer einfachen Runde nach dem Modus „Jeder gegen Jeden“ die sechs Teilnehmer für die Zwischenrunde aus. In der Zwischenrunde ermittelten die Staffelsieger der Vorrunde in zwei Staffeln die Finalteilnehmer.

## Vorrunde

### Staffel I
| Pl. | Mannschaft                    | Sp. | S | U | N | Tore    | Diff. | Punkte |
| --- | ----------------------------- | --- | - | - | - | ------- | ----- | ------ |
| 1.  | F.C. Hansa Rostock            | 4   | 4 | 0 | 0 | 026:200 | +24   | 08:0   |
| 2.  | SG Dynamo Schwerin            | 4   | 3 | 0 | 1 | 013:600 | +7    | 06:20  |
| 3.  | TSG Wismar                    | 4   | 2 | 0 | 2 | 007:300 | +4    | 04:40  |
| 4.  | BSG Demminer Verkehrsbetriebe | 4   | 1 | 0 | 3 | 003:210 | −18   | 02:60  |
| 5.  | BSG Lokomotive Parchim        | 4   | 0 | 0 | 4 | 002:190 | −17   | 0:80   |

| Datum                  |                               | Ergebnis |                               |
| ---------------------- | ----------------------------- | -------- | ----------------------------- |
| So 05. Mai, 14:30 Uhr  | BSG Demminer Verkehrsbetriebe | 0:5      | F.C. Hansa Rostock            |
| So 05. Mai, 14:30 Uhr  | SG Dynamo Schwerin            | 2:0      | BSG Lokomotive Parchim        |
| So 12. Mai, 13:00 Uhr  | TSG Wismar                    | 0:1      | SG Dynamo Schwerin            |
| So 12. Mai, 14:30 Uhr  | BSG Lokomotive Parchim        | 1:2      | BSG Demminer Verkehrsbetriebe |
| So 19. Mai, 13:00 Uhr  | F.C. Hansa Rostock            | 14:10    | BSG Lokomotive Parchim        |
| So 19. Mai, 14:30 Uhr  | BSG Demminer Verkehrsbetriebe | 0:6      | TSG Wismar                    |
| So 26. Mai, 13:00 Uhr  | SG Dynamo Schwerin            | 9:1      | BSG Demminer Verkehrsbetriebe |
| So 26. Mai, 13:00 Uhr  | TSG Wismar                    | 0:2      | F.C. Hansa Rostock            |
| Mi .29. Mai, 17:00 Uhr | BSG Lokomotive Parchim        | 0:1      | TSG Wismar                    |
| Mi .29. Mai, 15:30 Uhr | F.C. Hansa Rostock            | 5:1      | SG Dynamo Schwerin            |

### Staffel II
| Pl. | Mannschaft                  | Sp. | S | U | N | Tore    | Diff. | Punkte |
| --- | --------------------------- | --- | - | - | - | ------- | ----- | ------ |
| 1.  | BFC Dynamo                  | 4   | 4 | 0 | 0 | 020:300 | +17   | 08:0   |
| 2.  | BSG Motor Babelsberg        | 4   | 3 | 0 | 1 | 008:700 | +1    | 06:20  |
| 3.  | FSG Dynamo Frankfurt        | 4   | 2 | 0 | 2 | 010:110 | −1    | 04:40  |
| 4.  | BSG Lokomotive Stendal      | 4   | 1 | 0 | 3 | 007:100 | −3    | 02:60  |
| 5.  | BSG Aktivist Schwarze Pumpe | 4   | 0 | 0 | 4 | 004:180 | −14   | 0:80   |

| Datum                  |                             | Ergebnis |                             |
| ---------------------- | --------------------------- | -------- | --------------------------- |
| So 05. Mai, 14:30 Uhr  | BSG Motor Babelsberg        | 2:1      | FSG Dynamo Frankfurt        |
| So 05. Mai, 14:30 Uhr  | BSG Aktivist Schwarze Pumpe | 0:6      | BFC Dynamo                  |
| So 12. Mai, 14:30 Uhr  | BSG Lokomotive Stendal      | 4:1      | BSG Aktivist Schwarze Pumpe |
| So 12. Mai, 13:00 Uhr  | BFC Dynamo                  | 5:1      | BSG Motor Babelsberg        |
| So 19. Mai, 14:30 Uhr  | FSG Dynamo Frankfurt        | 1:5      | BFC Dynamo                  |
| So 19. Mai, 14:30 Uhr  | BSG Motor Babelsberg        | 2:0      | BSG Lokomotive Stendal      |
| So 26. Mai, 14:30 Uhr  | BSG Aktivist Schwarze Pumpe | 1:3      | BSG Motor Babelsberg        |
| So 26. Mai, 14:30 Uhr  | BSG Lokomotive Stendal      | 2:3      | FSG Dynamo Frankfurt        |
| Mi .29. Mai, 15:30 Uhr | BFC Dynamo                  | 4:1      | BSG Lokomotive Stendal      |
| Mi .29. Mai, 17:00 Uhr | FSG Dynamo Frankfurt        | 5:2      | BSG Aktivist Schwarze Pumpe |

### Staffel III
| Pl. | Mannschaft                 | Sp. | S | U | N | Tore    | Diff. | Punkte |
| --- | -------------------------- | --- | - | - | - | ------- | ----- | ------ |
| 1.  | 1. FC Magdeburg            | 4   | 3 | 1 | 0 | 021:300 | +18   | 07:10  |
| 2.  | BSG Motor Hennigsdorf      | 4   | 2 | 1 | 1 | 005:700 | −2    | 05:30  |
| 3.  | BSG Stahl Eisenhüttenstadt | 4   | 2 | 0 | 2 | 009:140 | −5    | 04:40  |
| 4.  | 1. FC Union Berlin         | 4   | 1 | 0 | 3 | 006:900 | −3    | 02:60  |
| 5.  | BSG Post Neubrandenburg    | 4   | 1 | 0 | 3 | 003:110 | −8    | 02:60  |

| Datum                  |                            | Ergebnis |                            |
| ---------------------- | -------------------------- | -------- | -------------------------- |
| So 05. Mai, 14:30 Uhr  | 1. FC Union Berlin         | 4:0      | BSG Post Neubrandenburg    |
| So 05. Mai, 13:00 Uhr  | BSG Stahl Eisenhüttenstadt | 6:1      | BSG Motor Hennigsdorf      |
| So 12. Mai, 13:00 Uhr  | 1. FC Magdeburg            | 10:00    | BSG Stahl Eisenhüttenstadt |
| So 12. Mai, 13:00 Uhr  | BSG Motor Hennigsdorf      | 1:0      | 1. FC Union Berlin         |
| So 19. Mai, 13:00 Uhr  | BSG Post Neubrandenburg    | 0:2      | BSG Motor Hennigsdorf      |
| So 19. Mai, 14:30 Uhr  | 1. FC Union Berlin         | 1:6      | 1. FC Magdeburg            |
| So 26. Mai, 13:00 Uhr  | BSG Stahl Eisenhüttenstadt | 2:1      | 1. FC Union Berlin         |
| So 26. Mai, 13:00 Uhr  | 1. FC Magdeburg            | 4:1      | BSG Post Neubrandenburg    |
| Mi .29. Mai, 15:30 Uhr | BSG Motor Hennigsdorf      | 1:1      | 1. FC Magdeburg            |
| Mi .29. Mai, 15:30 Uhr | BSG Post Neubrandenburg    | 2:1      | BSG Stahl Eisenhüttenstadt |

### Staffel IV
| Pl. | Mannschaft             | Sp. | S | U | N | Tore    | Diff. | Punkte |
| --- | ---------------------- | --- | - | - | - | ------- | ----- | ------ |
| 1.  | HFC Chemie             | 4   | 3 | 0 | 1 | 017:400 | +13   | 06:20  |
| 2.  | FSV Lokomotive Dresden | 4   | 3 | 0 | 1 | 009:100 | −1    | 06:20  |
| 3.  | BSG Wismut Aue         | 4   | 1 | 1 | 2 | 007:110 | −4    | 03:50  |
| 4.  | BSG Energie Cottbus    | 4   | 1 | 1 | 2 | 007:120 | −5    | 03:50  |
| 5.  | BSG Chemie Leipzig     | 4   | 1 | 0 | 3 | 002:500 | −3    | 02:60  |

| Datum                  |                        | Ergebnis |                        |
| ---------------------- | ---------------------- | -------- | ---------------------- |
| So 05. Mai, 13:00 Uhr  | FSV Lokomotive Dresden | 4:1      | BSG Wismut Aue         |
| So 05. Mai, 13:00 Uhr  | HFC Chemie             | 5:1      | BSG Energie Cottbus    |
| So 12. Mai, 13:00 Uhr  | BSG Chemie Leipzig     | 1:0      | HFC Chemie             |
| So 12. Mai, 13:00 Uhr  | BSG Energie Cottbus    | 0:2      | FSV Lokomotive Dresden |
| So 19. Mai, 14:30 Uhr  | BSG Wismut Aue         | 4:4      | BSG Energie Cottbus    |
| So 19. Mai, 13:00 Uhr  | FSV Lokomotive Dresden | 2:0      | BSG Chemie Leipzig     |
| So 26. Mai, 13:00 Uhr  | HFC Chemie             | 9:1      | FSV Lokomotive Dresden |
| So 26. Mai, 13:00 Uhr  | BSG Chemie Leipzig     | 0:1      | BSG Wismut Aue         |
| Mi .29. Mai, 15:30 Uhr | BSG Energie Cottbus    | 2:1      | BSG Chemie Leipzig     |
| Mi .29. Mai, 17:00 Uhr | BSG Wismut Aue         | 1:3      | HFC Chemie             |

### Staffel V
| Pl. | Mannschaft               | Sp. | S | U | N | Tore    | Diff. | Punkte |
| --- | ------------------------ | --- | - | - | - | ------- | ----- | ------ |
| 1.  | FC Karl-Marx-Stadt       | 4   | 3 | 1 | 0 | 014:400 | +10   | 07:10  |
| 2.  | 1. FC Lokomotive Leipzig | 4   | 3 | 0 | 1 | 015:300 | +12   | 06:20  |
| 3.  | BSG Empor Greußen        | 4   | 1 | 1 | 2 | 002:500 | −3    | 03:50  |
| 4.  | BSG Wismut Gera          | 4   | 1 | 0 | 3 | 002:110 | −9    | 02:60  |
| 5.  | SG Dynamo Dresden        | 4   | 1 | 0 | 3 | 005:150 | −10   | 02:60  |

| Datum                  |                          | Ergebnis |                          |
| ---------------------- | ------------------------ | -------- | ------------------------ |
| So 05. Mai, 14:30 Uhr  | BSG Wismut Gera          | 1:3      | FC Karl-Marx-Stadt       |
| So 05. Mai, 13:00 Uhr  | 1. FC Lokomotive Leipzig | 6:1      | SG Dynamo Dresden        |
| So 12. Mai, 14:30 Uhr  | BSG Empor Greußen        | 0:3      | 1. FC Lokomotive Leipzig |
| So 12. Mai, 13:00 Uhr  | SG Dynamo Dresden        | 3:0      | BSG Wismut Gera          |
| So 19. Mai, 13:00 Uhr  | FC Karl-Marx-Stadt       | 8:1      | SG Dynamo Dresden        |
| So 19. Mai, 13:00 Uhr  | BSG Wismut Gera          | 1:0      | BSG Empor Greußen        |
| So 26. Mai, 13:00 Uhr  | 1. FC Lokomotive Leipzig | 5:0      | BSG Wismut Gera          |
| So 26. Mai, 14:30 Uhr  | BSG Empor Greußen        | 1:1      | FC Karl-Marx-Stadt       |
| Mi .29. Mai, 15:30 Uhr | SG Dynamo Dresden        | 0:1      | BSG Empor Greußen        |
| Mi .29. Mai, 15:30 Uhr | FC Karl-Marx-Stadt       | 2:1      | 1. FC Lokomotive Leipzig |

### Staffel VI
| Pl. | Mannschaft             | Sp. | S | U | N | Tore    | Diff. | Punkte |
| --- | ---------------------- | --- | - | - | - | ------- | ----- | ------ |
| 1.  | FC Rot-Weiß Erfurt     | 4   | 3 | 1 | 0 | 008:000 | +8    | 07:10  |
| 2.  | BSG Stahl Sangerhausen | 4   | 3 | 0 | 1 | 014:400 | +10   | 06:20  |
| 3.  | FC Carl Zeiss Jena     | 4   | 2 | 1 | 1 | 009:300 | +6    | 05:30  |
| 4.  | BSG Motor Breitungen   | 4   | 1 | 0 | 3 | 005:140 | −9    | 02:60  |
| 5.  | SG Dynamo Suhl         | 4   | 0 | 0 | 4 | 001:160 | −15   | 0:80   |

| Datum                  |                        | Ergebnis |                        |
| ---------------------- | ---------------------- | -------- | ---------------------- |
| So 05. Mai, 13:00 Uhr  | FC Carl Zeiss Jena     | 1:2      | BSG Stahl Sangerhausen |
| So 05. Mai, 14:30 Uhr  | BSG Motor Breitungen   | 4:0      | SG Dynamo Suhl         |
| So 12. Mai, 14:30 Uhr  | FC Rot-Weiß Erfurt     | 4:0      | BSG Motor Breitungen   |
| So 12. Mai, 14:30 Uhr  | SG Dynamo Suhl         | 1:5      | FC Carl Zeiss Jena     |
| So 19. Mai, 14:30 Uhr  | BSG Stahl Sangerhausen | 5:0      | SG Dynamo Suhl         |
| So 19. Mai, 13:00 Uhr  | FC Carl Zeiss Jena     | 0:0      | FC Rot-Weiß Erfurt     |
| So 26. Mai, 14:30 Uhr  | BSG Motor Breitungen   | 0:3      | FC Carl Zeiss Jena     |
| So 26. Mai, 13:00 Uhr  | FC Rot-Weiß Erfurt     | 2:0      | BSG Stahl Sangerhausen |
| Mi .29. Mai, 17:00 Uhr | SG Dynamo Suhl         | 0:2      | FC Rot-Weiß Erfurt     |
| Mi .29. Mai, 17:00 Uhr | BSG Stahl Sangerhausen | 7:1      | BSG Motor Breitungen   |

## Zwischenrunde
In der Zwischenrunde ermittelten die sechs Staffelsieger der Vorrunde in zwei Staffeln die Teilnehmer für das Finale.

### Staffel Nord
| Pl.                                               | Mannschaft          | Sp. | S | U | N | Tore    | Diff. | Punkte |
| ------------------------------------------------- | ------------------- | --- | - | - | - | ------- | ----- | ------ |
| 1.                                                | 1. FC Magdeburg (1) | 2   | 0 | 2 | 0 | 001:100 | ±0    | 02:20  |
| 2.                                                | BFC Dynamo          | 2   | 0 | 2 | 0 | 001:100 | ±0    | 02:20  |
| 3.                                                | F.C. Hansa Rostock  | 2   | 0 | 2 | 0 | 000:000 | ±0    | 02:20  |
| (1) Staffelsieger nach Sieg im Entscheidungsspiel |                     |     |   |   |   |         |       |        |

| Datum                   |                    | Ergebnis |                    |
| ----------------------- | ------------------ | -------- | ------------------ |
| Mi .12. Juni, 17:00 Uhr | F.C. Hansa Rostock | 0:0      | BFC Dynamo         |
| So 16. Juni, 13:00 Uhr  | BFC Dynamo         | 1:1      | 1. FC Magdeburg    |
| So 23. Juni, 13:00 Uhr  | 1. FC Magdeburg    | 0:0      | F.C. Hansa Rostock |

Entscheidungsspiel
| Datum                  |                 | Ergebnis |            | Spielort    |
| ---------------------- | --------------- | -------- | ---------- | ----------- |
| So 30. Juni, 14:30 Uhr | 1. FC Magdeburg | 2:1      | BFC Dynamo | Brandenburg |

### Staffel Süd
| Pl. | Mannschaft         | Sp. | S | U | N | Tore    | Diff. | Punkte |
| --- | ------------------ | --- | - | - | - | ------- | ----- | ------ |
| 1.  | HFC Chemie         | 2   | 1 | 1 | 0 | 003:200 | +1    | 03:10  |
| 2.  | FC Karl-Marx-Stadt | 2   | 1 | 0 | 1 | 006:300 | +3    | 02:20  |
| 3.  | FC Rot-Weiß Erfurt | 2   | 0 | 1 | 1 | 002:600 | −4    | 01:30  |

| Datum                  |                    | Ergebnis |                    |
| ---------------------- | ------------------ | -------- | ------------------ |
| So 09. Juni, 14:30 Uhr | HFC Chemie         | 2:1      | FC Karl-Marx-Stadt |
| So 16. Juni, 13:00 Uhr | FC Karl-Marx-Stadt | 5:1      | FC Rot-Weiß Erfurt |
| So 23. Juni, 14:30 Uhr | FC Rot-Weiß Erfurt | 1:1      | HFC Chemie         |

## Spiel um Platz 3
Das Spiel um Platz 3 wurde im Stadion der Chemiearbeiter von Wolfen ausgetragen.
| Datum                                                                                        |                    | Ergebnis  |            |
| -------------------------------------------------------------------------------------------- | ------------------ | --------- | ---------- |
| So 07. Juli, 13:00 Uhr                                                                       | FC Karl-Marx-Stadt | 2:2 n. V. | BFC Dynamo |
| 0:1 Frank Pohl (20.), 0:2 Frank Terletzki (49.), 1:2 Joachim Müller (68.), 2:2 Eichler (75.) |                    |           |            |

Da es im Spiel um Platz 3 trotz Verlängerung keine Entscheidung gab und kein Wiederholungsspiel vorgesehen war, wurden beide Mannschaften auf den dritten Platz gesetzt.

## Finale
| Paarung         | HFC Chemie – 1. FC Magdeburg |
| Ergebnis        | 1:3 n. V. (1:1, 1:1) |
| Datum           | Sonntag, 7. Juli 1968 um 15:30 Uhr |
| Stadion         | Stadion der Chemiearbeiter, Wolfen |
| Zuschauer       | 1.000 |
| Schiedsrichter  | Hans Uhlig (Neukieritzsch) |
| Tore            | 0:1 Kranz (12.) 1:1 Paufler (32.) 1:2 Pommerenke (92.) 1:3 Kranz (100.) |
| HFC Chemie      | Lothar Griebel – Dittmar Winterfeld, Günter Gruhn, H. Robitzsch (64. Detlef Robitzsch), Scholl – Klaus Bindseil, Roland Wawrzyniak – Hans-Peter Löser (70. Volker Meinert), Erich Paufler, Waldemar Köppe, Wolfgang Schmidt Cheftrainer: Herbert Beuchelt |
| 1. FC Magdeburg | Gerhard Brick – Norbert Voigt, Klaus Bergholtz (70. Oelze), Roland Matthes, Bodo Sommer – Klaus Decker, Axel Tyll (73. Dietmar Hempel) – Hans-Joachim Knopp, Hartmut Eichel, Jürgen Pommerenke, Detlef Kranz Cheftrainer: Ernst Kümmel                    |